# Mythe Bridge
Die Mythe Bridge ist eine im 19. Jahrhundert erbaute Straßenbrücke, die bei Tewkesbury, England, die A438 über den Fluss Severn führt. Sie ist eine frühe Eisenbrücke aus den 1820er Jahren und ist deshalb seit 1952 auf der Liste der Grade II*-Baudenkmäler von English Heritage.

## Geschichte
Die Brücke wurde in den Jahren 1823 bis 1826 von Thomas Telford gebaut, wobei die Eisenteile von William Hazledine aus Shrewsbury hergestellt wurden. Auf alten Karten ist die Brücke mit Mauthäusern auf beiden Seiten dargestellt. 1923 wurde die Fahrbahn mit Stahlbetonplatten verstärkt.
Die Brücke ist eine Weiterentwicklung des Brückentyps, der von Thomas Telford erstmals für die 1812 fertiggestellte Bonar Bridge am Ende des Dornoch Firth in den Northern Highlands und für die kurz darauf errichtete Craigellachie-Brücke entworfen hatte, die im Rahmen des Straßen- und Brückenprogramms gebaut wurden, das von Telford im Auftrag der britischen Regierung 1802 erstellt und vom Highlands-Komitee (Commissioners for Roads and Bridges in the Highlands of Scotland) 1803 beauftragt wurde.

## Bauwerk
Die Brücke ist aus Gusseisen mit Steinwiderlagern gebaut. Sie besteht aus einem einzelnen Segmentbogen mit einer Spannweite von 52 m, der auf sechs Rippen ruht, die aus zwei parallel verlaufenden Profilen bestehen, die mit kleinen Windverbänden ausgesteift sind. Auf den Rippen stehen Fachwerkwände die nur aus Diagonalverstrebungen bestehen und die Fahrbahnplatte tragen. Die Widerlager bestehen aus sechs aneinandergereihten Spitzbögen aus Steinquadern.